# Hyphantrophaga
Hyphantrophaga – rodzaj muchówek z rodziny rączycowatych (Tachinidae).

## Wybrane gatunki
- H. angustata (Wulp, 1890)[1]
- H. blanda (Osten Sacken, 1887)[1]
- H. blandita (Coquillett, 1897)[1]
- H. collina (Reinhard, 1944)[1]
- H. euchaetiae (Sellers, 1943)[1]
- H. hyphantriae (Townsend, 1891)[1]
- H. scolex (Reinhard, 1953)[1]
- H. sellersi (Sabrosky, 1983)[1]
- H. virilis (Aldrich & Webber, 1924)[1]